# Kis Albert (református lelkész)
Kis Albert (Gombás, 1837 – Illyefalva, 1897. február 26.) református lelkész.

## Élete
Gombáson született, ahol apja Kis Ferenc gazdatiszt volt. Iskoláit Nagyenyeden kezdte 1847-ben, de a szabadságharc és szüleinek elhalálozása miatt tanulói pályája félbeszakadt. 1849-ben apjának testvéréhez kerülve, Székelyudvarhelyen folytatta tanulását és Nagyenyeden végezte el a gimnáziumot 1858-ban. A teológiát Kolozsvárt hallgatta; 1862-ben tett papi vizsgát. 1862-63-ban Kolozsvárt, 1863-65-ben Sepsiszentgyörgyön mint osztálytanító működött. 
1865. október 20-án a jenai egyetemre iratkozott be, ahonnan hazajővén nevelősködött. 1867-ben kémeri (Szilágy megye) pappá választatott. 1868-ban a szilágysomlyói gyűlés alkalmával felszenteltetett. 1879-ben Ilyefalvára választották papnak. Tudásával, ékesszóló talentumával, a teológiai irodalom terén hosszú éveken át szerzett érdemeivel szerezte meg magának a köztiszteletet és osztatlan elismerést. Elhunyt élete 60-ik, lelkipásztorkodásának 41-ik évében, hosszú sorvasztó betegség után. A reformátusok várkastélyában helyezték örök nyugalomra.
Cikkei a kolozsvári Protestáns Közlönyben (többnyire névtelenül), elbeszélései németből ford. a Székely Nemzetben (1884., 1887-88); egyházi beszédei a Prédikátori Tárban (1887. 60 frankkal jutalmazott pályamunka, 1889. ismét 60 fr. jutalm. pályamű, 1891. Esketési beszéd.)

## Családja
Felesége Demeter Etelka volt, aki 1894. november 19-én elhunyt. Gyermekei: Ferenc, Sándor, Ilona, Albert, Miklós. 

## Munkái
- Közönséges egyházi beszédek. Kolozsvár, 1875
- Ünnepi és közönséges egyházi beszédek. Szilágy-Somlyó, 1885 (mindkettőt Nagy László és Viski Pállal együtt írta)